# Pluvier des Falkland
Anarhynchus falklandicus
Espèce
Synonymes
Charadrius falkandicus
Statut de conservation UICN

 LC  : Préoccupation mineure
Le Pluvier des Falkland (Anarhynchus falklandicus, anciennement Charadrius falklandicus) est une espèce d'oiseaux de la famille des Charadriidae.

## Répartition
Cette espèce niche en Argentine, au Chili et aux Malouines (ou Falkland). Certains oiseaux migrent vers le nord jusqu'en Uruguay et au sud du Brésil.